# 宮口二郎
宮口 二郎（みやぐち じろう、1940年3月30日 - 1995年9月18日）は、日本の俳優。本名は秋山 忠史（）。旧芸名は宮口 二朗（読み同じ）。
東京都出身。日本大学藝術学部中退。劇団ひまわり、エヌ・エー・シー、東京企画、アマチ企画を経て、中里事務所に所属していた。

## 来歴
中学・高校と劇団ひまわりに所属。大学入学後、住み込みの付き人として天知茂に師事。天知のもとで演技を学び、1964年のテレビドラマ『廃虚の唇』で、天知を狙う殺し屋役でデビュー後、悪役俳優として、テレビ・映画・舞台で活躍した。
テレビでは刑事ドラマから特撮番組まで、様々な作品に出演しており、演じたキャラクターでは『仮面ライダー』（1971年、東映 / 毎日放送）のゾル大佐、『非情のライセンス』（1973年 - 1976年、東映 / NET）の坂井刑事で知られる。
デビュー以降、芸名の表記は主に宮口二朗だったが、1974年、姓名判断により宮口二郎と改名。
1983年、師匠の天知茂が製作主演した日西合作映画『狼男とサムライ』（La Bestia y la Espada Magica）に、織田信長役で出演した。この映画は日本では未公開となり、その後天知が急逝したため、テレビ放映された際には天知の声のアフレコを宮口が担当した。
1995年9月18日死去。55歳没。

## 人物・エピソード
演技力はもとより身体能力にも優れ、走行中の列車上での格闘（『キイハンター』第161・162話）や屋根伝いの大立ち回り（『江戸を斬るVI』第15話）など、危険を伴うアクションシーンを、吹替え（スタント）なしで自ら行うこともあった。時代劇でも得意の殺陣を活かし、凄腕の用心棒など剣客役を数多く演じた。萬屋錦之介も剣劇俳優としての宮口の才能を高く評価し、舞台公演も含め数々の作品に招いている。晩年、悪家老や悪奉行などの黒幕役を演じた際も自ら殺陣に参加し、「戦う悪役」としてのキャリアを全うした。
『仮面ライダー』でゾル大佐役に起用された際の衣装選びでは、自らナチ風の軍服（前期は詰襟だったが、後期は白マフラー）を選んだ。このゾル大佐の扮装で「仮面ライダーショー」のサイン会に出席した際には、仮面ライダーの敵だとして子供に蹴られたことがあったという。これを振り返った宮口は「役者冥利に尽きます。子供の頃の思い出は、大切にしてほしいですね」と語るなど、役の上での極悪非道ぶりとは正反対の、気さくでちびっ子ファンを大切にする俳優であった。
妻は悪女役で一時代を築いた女優の弓恵子、義父は名脇役として戦前から活躍した潮万太郎。義弟の柴田昌宏と柴田侊彦も俳優である。
声優の山下啓介、石丸博也は、劇団ひまわりでの同期生。山下らは宮口を本名から「アキちゃん」と呼んでいたという。

## 出演

### テレビドラマ（現代劇）
- 廃虚の唇（1964年、NET） - 西塚五郎
- 忍者部隊月光 第19話、第20話「はげたかイ号作戦（前編、後編）」（1964年、CX） - グレーバー（ブラック団員）
- 特別機動捜査隊（NET）
  - 第133話「轢き逃げ」（1964年） - 川口（町の不良）
  - 第249話「乾いた海」（1966年） - プールサイドの男
  - 第287話「夕陽の町」（1967年） - 山尾
  - 第319話「おんなのブルース」（1967年） - みつ男
  - 第342話「女と宝石」（1968年） - サングラスの男
  - 第365話「高原に消えた女」（1968年） - 神山
  - 第376話 「青いフットライト」（1969年）
  - 第726話「兄とその妹」（1975年） - 杉本豊
- ザ・ガードマン（TBS）
  - 第51話「男の争い」（1966年）
  - 第65話「口笛を吹く悪魔」（1966年）
  - 第88話「赤い標的」（1966年） - ホテルのフロント係
  - 第102話「真夜中の標的」（1967年）
  - 第111話「死を招く部屋」（1967年）
  - 第214話「黒いロケット」（1969年） - ゲランダニヤ共和国捜査官
  - 第285話「ひばりの愛の逃亡姉妹」（1970年） - 西岡
- キイハンター（TBS）
  - 第8話「影なき狙撃者」（1968年）
  - 第30話「死体を抱く人形」（1968年） - ナイフ投げの殺し屋
  - 第45話「死体置場で今晩は」（1969年）
  - 第60話「パラシュート殺人部隊」（1969年） - 友成
  - 第65話「俺たちは殺人者」（1969年） - 北岡
  - 第81話「花模様の死刑台」（1969年）
  - 第90話「殺し屋たちのクリスマスイブ」（1969年）
  - 第98話「金塊列車は地獄に停る」（1970年）
  - 第115話「復讐は夜ニヤニヤ笑う」（1970年）
  - 第122話「殺し屋候補生No.1」（1970年） - 鬼島
  - 第135話「吸血昆虫島 上空異状あり」（1970年）
  - 第138話「早射ち狙撃銃 ワルサーKKM」（1970年）
  - 第151話「赤いカマキリは殺しの予告」（1971年） - トレンチコートの男
  - 第155話「殺しの標的は鏡の中の俺」（1971年）
  - 第157話「キイハンター皆殺し作戦」（1971年） - 梁東風（麻薬ブローカー）
  - 第161話「荒野の列車 大襲撃作戦」、第162話「蒸気機関車 大渓谷の決戦」（1971年）
  - 第202話「サイコロGメン 御用旅」（1972年） - 久松（竜神一家代貸）
  - 第221話「旅券001は必殺の番号」（1972年） - 組織の男
  - 第234話「頑張れ! 小さなカウボーイ 死の谷の決斗」（1972年） - 村上
  - 第246話「墓場へ走れ! 男と女」（1972年） - 星川
  - 第255話「悪党三匹銀嶺を行く」（1973年）
  - 第259話「情無用のライセンス」（1973年） - 殺し屋
- ローンウルフ 一匹狼 第34話「愛と憎しみの果てに」（1968年、NTV）
- 37階の男 第17話「女は復讐を待っている」（1968年、NTV）
- 河童の三平 妖怪大作戦 第9話「最後の吸血鬼」（1968年、NET） - 山野
- プロファイター 第9話「ダイヤの目をした女」（1969年、NTV）
- オレとシャム猫 第13話「監獄へ行ってみませんか?」（1969年、TBS） - 譲二
- プレイガールシリーズ（12ch）
  - プレイガール
    - 第26話「女が野生に帰るとき」（1969年）
    - 第186話「女の武器は燃える肌」（1972年） - 青地
    - 第214話「ライフルよ乳房を狙え!」（1973年） - 加山

  - プレイガールQ（1975年）
    - 第37話「女が裸で挑むとき」 - 坂崎隆平
    - 第41話「放送300回記念・東京エマニエル夫人」（1975年）- クラブ・エマニエルの客※ノンクレジット
    - 第60話「聖夜に燃える熱い肌」 - 犬塚
    - 第61話「年忘れ脱ぎ脱ぎ作戦」 - 渡辺健
- 東京バイパス指令（1969年、NTV）
  - 第29話「プレイボーイ作戦」
  - 第54話「殺るか殺られるか」
- ゴールドアイ（1970年、NTV） 
  - 第20話「ウラン護送車行方不明」 - サイ少佐
  - 第26話「国際宝石泥棒」  - コン少佐
- 仮面ライダーシリーズ（MBS） - ゾル大佐
  - 仮面ライダー 第26話「恐怖のあり地獄」 - 第39話「怪人狼男の殺人大パーティー」（1971年）
  - 仮面ライダーV3 第27話「生き返ったゾル・死神・地獄・ブラック」、第28話「5大幹部の総攻撃!!」（1973年）
- 太陽にほえろ!（NTV）
  - 第13話「殺したいあいつ」（1972年） - 西大寺のボディーガード
  - 第61話「別れは白いハンカチで」（1973年） - 土田（青竜会幹部）
  - 第336話「ドジな二人」（1979年） - 一杉（大田黒商事専務）
- 非情のライセンス（NET→ANB）
  - 第1シリーズ（1973年 - 1974年） - 坂井刑事
  - 第2シリーズ 第1話「兇悪のアリバイ」 - 第97話「兇悪の殉職・坂井刑事」（1974年 - 1976年） - 坂井刑事
  - 第3シリーズ 第10話「兇悪の標的・ガラスの女」（1980年） - 関（関東連合会幹部）
- キカイダー01 第6話「魔術師対ゼロワンの秘密能力!!」（1973年、NET） - 魔術師（朱ムカデ人間態）
- アイフル大作戦 第7話「今晩わ! 悪魔のノック」（1973年、TBS） - 逃がし屋
- バーディー大作戦（TBS）
  - 第13話「俺たちはダーティ・ハリー3」（1974年） - 暴力団幹部
  - 第37話「ヌードモデル コネクション」（1975年） - 麻薬密売組織のボス
  - 第47話「私の葬式100万$」（1975年） - 銀行ギャング
- 特捜記者 犯罪を追え 第24話「青春は傷つく」（1974年、KTV） - 横尾
- Gメン'75 第64話「逃亡刑事」（1976年、TBS） - 遊佐哲治（関東花村連合幹部）
- 白い秘密（1976年 - 1977年、TBS） - 水野（水野金融社長）
- 怪人二十面相 第17話「大変だ! ヒメが恋しちゃったぞ」（1977年、CX）
- 新幹線公安官（ANB）
  - 第1シリーズ 第3話「恐怖が見えますか」（1977年） - 溝口組幹部
  - 第2シリーズ 第17話「非情の捜査線」（1978年） - 吉田（警視庁公安課）
- 大都会 PARTII 第25話「恐怖の診断」（1977年、NTV） - 岩村弘（竜神会幹部）
- 野望（1977年 - 1978年、ANB） - 倉持（加賀美興業社長）
- 土曜ワイド劇場（ANB）
  - 江戸川乱歩の美女シリーズ
    - 第2作「浴室の美女 江戸川乱歩の『魔術師』より」（1978年） - 田村刑事
    - 第3作「死刑台の美女 江戸川乱歩の『悪魔の紋章』」（1978年） - 田村刑事
    - 第20作「天使と悪魔の美女 江戸川乱歩の『白昼夢』」（1983年） - 通行人（容疑者と間違えられる男）
    - 第22作「禁断の実の美女 江戸川乱歩の『人間椅子』」（1984年） - 野呂武信

  - 女囚外科医の復讐（1983年）
  - 探偵・神津恭介の殺人推理
    - 第1作「刺青殺人事件」（1983年） - 野村恒太郎
    - 第3作「魔笛に魅せられた女」（1985年） - 警視庁広報課長
    - 第11作「密室から消えた美女」（1992年） - 東郷浩二

  - 西村京太郎トラベルミステリー（1985年）
    - 第6作「寝台特急『北陸』殺人事件」 - 石川県警刑事
    - 第7作「特急“白鳥”十四時間」

  - 松本清張の黒い樹海（1986年）
  - 北陸越前海岸 女たちの華麗な斗い（1989年）
- 大追跡 第11話「女豹が跳んだ」（1978年、NTV） - 小池良二（ショットガン強盗団のボス）
- 大空港（CX）
  - 第9話「大爆破!! 暁の緊急指令」（1978年） - 浜田
  - 第51話「サヨナラ神坂紀子刑事! コール・ガール バラバラ殺人事件」（1979年） - 滝村一郎（コールガール組織のボス）
- 孤独の賭け（1978年 - 1979年、12ch） - 布井
- 森村誠一シリーズII / 野性の証明 第12話、第13話（1979年、MBS） - 拳銃の男
- 鉄道公安官 第9話「車窓に消えた目撃者」（1979年、ANB） - 神山
- 高木彬光シリーズ / 白昼の死角 第8話、第9話（1979年、MBS） - 西郷警部
- 手錠をかけろ! 第4話「入試問題殺人事件」（1979年、CX） - 本村平太郎
- ザ・ハングマンシリーズ（ABC）
  - ザ・ハングマン（1981年）
    - 第20話「恐怖の水中逆さ吊り」 - 大田原（宝石密輸組織のボス）
    - 第43話「ふたり親分相撃ち作戦」 - 滝口正次郎（滝口組組長）

  - ザ・ハングマンII 第28話「影との対決 ハングマン散る!」（1982年） - ジュリーと名乗る男
  - 新ハングマン 第8話「代議士の自殺を演出する兄弟秘書」（1983年） - 富山トシオ
  - ザ・ハングマン4 第6話「人材バンクが殺人犯を仕立てる!」（1984年） - 那須弘
  - ザ・ハングマンV 第20話「決死のデートが逃がし屋に裂かれる!」（1986年） - 工藤（工藤交易社長）
  - ザ・ハングマン6 第8話「塀の中から恋人の復讐に脱走!」（1987年） - 安藤（中光商事社長）
- 月曜劇場 / 松本清張の黒革の手帖 第5話「ある決断…」、第6話「執念の果てに」（1982年、ANB） - 田部剛（信栄不動産部長）
- 月曜ワイド劇場（ANB）
  - 悪女の手記 硫酸を浴びせた女の悲しい愛（1982年）
  - 妻たちの思秋期II（1984年）
- 西部警察シリーズ（ANB）
  - 西部警察 PART-II 第30話「別離（わかれ）のラストフライト」（1983年） - 郡司勝
  - 西部警察 PART-III 第40話「激突!! 壇ノ浦攻防戦 -岡山・高松篇-」（1984年） - 三枝徹男
- 新・女捜査官 第5話「バラバラ殺人の鍵は変身美女」（1983年、ABC）
- 連続テレビ小説 / おしん 第161話、第162話（1983年、NHK） - 鉄
- 大河ドラマ / 山河燃ゆ 第11話「いまひとたびの」（1984年、NHK） - 暴漢
- ニュードキュメンタリードラマ昭和 松本清張事件にせまる 第8回「首相の犯罪 石田検事怪死事件」（1984年、ANB）
- 特命刑事ザ・コップ 第7話「甘いベッドにしばれ!」（1985年、ABC）
- 金曜女のドラマスペシャル / 未完の盛装 （1985年、CX / 東宝）
- 誇りの報酬 第26話「爆走! カージャック大追跡」（1986年、NTV / 東宝） - 桜井刑事（城西署主任）
- 火曜サスペンス劇場 / 女監察医・室生亜季子 第2作「遺された眼」（1987年、NTV） - 望月
- 世界忍者戦ジライヤ 第7話「ジャングルのハンター 獣忍マクンバ」（1988年、ANB） - 宮村（宮村商事社長）
- ベイシティ刑事 第21話「あぶないオンナ」（1988年、ANB / 東映） - 黒木（銀星会幹部）
- 金曜エンタテイメント / 女優・夏木みどりシリーズ 第1作「モンロー殺人事件」（1988年、CX）
- 西村京太郎サスペンス / 雪は死の粧い（1989年、TX）
- 乱歩賞作家サスペンス / 美談の裏側（1989年、KTV）
- 裏刑事-URADEKA- 第1話「生き返った男」（1992年、ABC） - 的場剛助

など

### テレビドラマ（時代劇）
- にっぽん道中記 第6話「箱根平家谷」（1966年、CX）
- 銭形平次（CX）
  - 第14話「七人の花嫁」（1966年） - 軍兵ヱ
  - 第243話「黒い迷路」（1970年） - 大槻伝十郎
  - 第319話「花が裂ける時」（1972年） - 山根喜一郎
  - 第532話「女の花火」（1976年） - 般若の鮫吉
  - 第647話「恩返しのかんざし」（1978年） - 村口典吾
  - 第701話「花の若衆変化」（1980年） - 儀十
  - 第723話「帰って来た極道息子」（1980年） - 源五郎
  - 第879話「恐怖の宿」（1984年）
- 新・日本剣客伝 第3話「伊藤一刀斎」（1969年、NET）
- あゝ忠臣蔵 （1969年、KTV） - 城所新兵衛
- 大岡越前（TBS）
  - 第1部 第13話「恐怖の影」（1970年6月8日） - 吉五郎
  - 第2部 第16話「朝顔」（1971年8月30日） - 猪吉
  - 第5部 第13話「消えた千両富くじ」（1978年5月1日） - 仙造
  - 第6部 第20話「死を賭けた潜入」（1982年7月19日） - 鹿蔵
  - 第7部 第6話「見えない目撃者」（1983年5月30日） - 仙造
  - 第8部
    - 第8話「美女を餌食の悪徳仁術」（1984年9月10日） - 半造
    - 第14話「父恋し涙の花嫁」（1984年10月22日） - 岩吉

  - 第10部 第22話「駕籠屋が見ていた真犯人」（1988年9月24日） - 丑松
  - 第11部 第5話「娘目明し一番手柄」（1990年5月21日） - 伝造
  - 第12部 第11話「娘が消えた化け物屋敷」（1991年12月23日） - 七化けの市兵衛
  - 第13部
    - 第13話「母は凶賊さみだれお仙」（1993年2月8日） - 野伏せの源次
    - 第26話「江戸を守った大岡裁き」（1993年5月10日） - 大八木左近
- 大江戸捜査網（12ch→TX） ※昭和期
  - 第13話「白い肌の誘惑」（1970年） - 良喜
  - 第73話「血煙代官屋敷」（1972年） - 黒岩
  - 第139話「非情の町の掟」（1974年） - 中村源蔵
  - 第273話「女盗賊 初春に舞う」（1977年） - 槍方与力
  - 第282話「男涙の離縁状」（1977年） - 浦辺玄蕃
  - 第326話「悪意なき幻の女」（1978年） - 黒木兵庫
  - 第366話「十手は囮の免許状」（1978年） - 久保寺主膳
  - 第412話「島帰りの父 涙の絶唱」（1979年） - 吉五郎
  - 第460話「女忍者 傷だらけの復讐」（1980年） - 本多
  - 第585話「刺青殺人 妖艶やわ肌秘図」（1983年） - 紋次
  - 第604話「絶唱! 涙に濡れた女郎花」（1983年） - 風間陣十郎
  - 第626話「女の決闘! くの一美女変化」（1983年） - 銀蔵
  - 新 大江戸捜査網 第8話「変幻殺し屋人別帳」（1984年） - 吉岡
  - 平成版 ※橋爪淳版
    - 第1シリーズ 第17話「十手秘話 娘目明し一番手柄」（1991年） - 北島軍兵衛
    - 第2シリーズ
      - 第1話「五万両の謎 やわ肌いれずみ秘帳」（1991年） - 片山
      - 第14話「じゃじゃ馬勘当娘 涙の恩返し」（1992年） - 加納義量
- さむらい飛脚 第2話「深夜の使い」（1971年、NET） - 巳之吉
- 徳川おんな絵巻（1971年、KTV）
  - 第25話「仮面の女」、第26話「悪霊の城」 - 榊玄蕃
  - 第44話「復讐の女豹」、第45話「姿なき殺人」 - 名張の猪十
- 軍兵衛目安箱 第17話「井戸の中の顔」（1971年、NET） - 永井大学
- 清水次郎長 第27話「花嫁ひとり祝言」（1971年、CX） - 桑山十郎太
- 弥次喜多隠密道中 第9話「帰ってきた男」（1971年、NTV） - 文吉
- おらんだ左近事件帖 第10話「お福が泣いている」（1971年、CX） - 桜井
- 大忠臣蔵 第49話「南部坂雪の別れ」〜第51話「討入り」（1971年、NET） - 金子市之助
- 遠山の金さん（NET→ANB）
  - 遠山の金さん捕物帳 ※中村梅之助版
    - 第82話「江戸中の米を食った男」（1972年） - 鉄五郎
    - 第118話「密偵（いぬ）をやめた女」（1972年） - 新八郎
    - 第151話「面をかぶった男」（1973年） - 梶川伝九郎

  - ご存知遠山の金さん ※市川段四郎版
    - 第8話「足を洗った女」（1973年） - 水谷伝八郎
    - 第30話「私は人を殺した」（1974年） - 留三
    - 第40話「江戸一番の男伊達」（1974年） - 大庭仙之助

  - 遠山の金さん ※杉良太郎版
    - 第1シリーズ
      - 第13話「沈み金の謎を追え!!」（1975年） - 堂本平十郎
      - 第53話「一両だけの青春」（1976年） - 江沢仙九郎
      - 第79話「巡礼お勝参上」（1977年） - 蝮の鎌太郎

    - 第2シリーズ 第7話「八百八町の星が泣いた」（1979年） - 堀越の源次

  - 遠山の金さん ※高橋英樹版
    - 第1シリーズ
      - 第9話「大江戸最大の誘拐事件!」（1982年） - 淀屋久兵衛
      - 第74話「越後三味線 さすらいの女!」（1983年） - 高畑宗十
      - 第123話「尼僧物語 禁じられた灼熱の恋!」（1984年） - 成島主馬
      - 第154話「未婚の母! 愛の子育て夢日記」（1985年）- 辰巳屋儀衛門

    - 第2シリーズ 第31話「暗黒街の女!」（1986年）- 儀十

  - 名奉行 遠山の金さん ※松方弘樹版
    - 第1シリーズ 第12話「若手同心の初恋」（1988年） - 弥之助
    - 第2シリーズ
      - 第1話「帰ってきた桜吹雪」（1989年） - 鉄
      - 第18話「富くじに踊らされた悪女」（1989年） - 又五郎

    - 第3シリーズ
      - 第7話「謎の千両! 二つの顔の真犯人」（1990年） - 彦坂軍十郎
      - 第22話「お婆ちゃんの復讐」（1991年） - 平田半兵衛

    - 第4シリーズ 第16話「天誅暗殺団を狙う美人芸者」（1992年） - 丸橋半蔵
    - 第5シリーズ（1993年）
      - 第2話「お婆ちゃんは見た」 - 大崎弥十郎
      - 第21話「裏切った悪女!」 - 清蔵
      - 第26話「若年寄を救った女」 - 天城の政五郎

    - 第6シリーズ 第3話「遠山桜と御落胤」（1994年） - 伊賀上典膳
- 木枯し紋次郎 第10話「土煙に絵馬が舞う」（1972年、CX） - 片目の浪人
- 世なおし奉行 第2話「悲願満徳寺」（1972年、NET）
- 紫頭巾 第8話「名刀は深夜に消えた」（1972年、12ch） - 八剣一徹
- おんな組アクション控 第10話「凶状持ち」（1972年、12ch）
- 荒野の素浪人 第19話「陰謀 地獄川の大喧嘩」（1972年、NET） - 公儀隠密・一平
- お祭り銀次捕物帳 第4話「小判の行方を追え」（1972年、CX） - 権田
- 忍法かげろう斬り 第11話「幻の連発銃」（1972年、KTV） - 左右田兵庫
- 必殺シリーズ（ABC）
  - 必殺仕掛人 第5話「女の恨みはらします」（1972年） - 下っ引権三
  - 必殺仕置人 第2話「牢屋でのこす血のねがい」（1973年） - 佐々木主膳
  - 助け人走る 第35話「危機大依頼」（1974年） - 正木三五郎
  - 必殺仕事人・激突! 第11話「主水、阿片戦争に気をもむ」（1992年） - 浜脇兵助
- さすらいの狼 第26話「最終回」（1972年、NET） - 冬木数馬
- 地獄の辰捕物控 第5話「御用提灯が死を招く」（1972年、NET） - 本多孫之介
- 二人の素浪人 第10話「殺し屋には死の報酬」（1972年、CX） - 江差一郎太
- 隼人が来る 第9話「びっくり捕物初手柄」（1972年、CX） - 小室主馬
- 無宿侍 第10話「蒼い人魂火」（1973年、CX） - 九頭の平次
- 唖侍鬼一法眼 第10話「吠えた峠の女心」（1973年、NTV） - 厚木十兵衛
- 隠密剣士 突っ走れ! 第4話「怪竜を追う信太郎」（1974年、TBS） - 暗夜道人
- 水滸伝 第19話「帰らざる将軍」・第20話「親子砲の最後」（1974年、NTV） - 寥（りょう）
- 狼・無頼控 第24話「奥医師(秘)物語」（1974年、MBS） - 鬼神坊
- 子連れ狼（NTV）
  - 第2部 第2話「黒南風」（1974年） - 市毛次平太
  - 第3部 第9話「匹夫姦婦」（1976年） - 馬淵要之助
- 右門捕物帖 第9話「朱彫りの招き」（1974年、NET） - 十九郎
- 座頭市物語 第9話「二人座頭市」（1974年、CX） - 川端一家の若衆
- 運命峠 第10話「一殺多生剣」（1974年、KTV） - 佐久間
- 鞍馬天狗 第21話「西海道中記」（1975年、NTV） - 小岩井典道
- 破れ傘刀舟悪人狩り（NET）
  - 第24話「女囚の挽歌」（1975年） - 井出
  - 第118話「天女のような女」（1976年） - 宇佐次
- 賞金稼ぎ 第20話「ゴールドハンターを撃て」（1975年、NET） - 野火の重蔵
- 長崎犯科帳 第5話「殺しの番号 二、三、一」（1975年、NTV） - 勘十
- 十手無用 九丁堀事件帖 第26話「九丁堀ニセ者大作戦」（1976年、NTV） - 森七郎左ヱ門
- 水戸黄門（TBS）
  - 第7部 第10話「吼えろ北海の火縄銃 -函館-」（1976年7月26日） - 熊撃ちの儀十
  - 第9部 第12話「二人いた弥七 -新潟-」（1978年10月23日） - 伝次
  - 第11部 第2話「夏祭り・姫君暗殺計画 -二本松-」（1980年8月25日） - 矢吹大八 ※宮口二朗名義
  - 第12部 第4話「兄と呼ばれた格之進 -諏訪-」（1981年9月21日） - 伊那の左源太
  - 第14部
    - 第16話「女傑に惚れた御老公 -新庄-」（1984年2月13日） - 権次
    - 第33話「じゃじゃ馬娘の婿選び -姫路-」（1984年6月11日） - 紋次

  - 第15部 第16話「弥七に似ていた風来坊 -広島-」（1985年5月13日） - 五郎蔵
  - 第16部 第15話「娘が消えた縮緬の里 -宮津-」（1986年8月4日） - 鬼塚市兵衛
  - 第17部 第24話「殿と呼ばれた格之進 -明石-」（1988年2月8日） - 鬼島道幻
  - 第18部 第10話「仇討ち木曽節仁義 -木曽福島-」（1988年11月14日） - 与田源八郎
  - 第20部（1991年） ※宮口二朗名義
    - 第21話「奸計暴いた娘の忠義 -人吉-」（1991年4月1日） - 郷田源之進
    - 第36話「因果が巡る銘刀宗近 -高田-」（1991年7月15日） - 島吉
    - 第48話「陰謀渦巻く薪能 -江戸-」（1991年10月7日） - 栃尾の鉄心

  - 第21部 第1話「悪鬼が巣喰う岡崎城 -水戸・岡崎-」（1992年4月6日） - 加倉井文介
  - 第22部 第4話「心の剣で悪を斬る -藤枝-」（1993年6月7日） - 河井玄斉
  - 第23部
    - 第5話「涙でついた母の嘘 -追分-」（1994年8月29日） - 小山田陣内
    - 第16話「八兵衛夢見た若旦那 -宮津-」（1994年11月21日） - 石倉弥太夫
    - 第34話「狸がくれた赤ん坊 -信楽-」（1995年4月3日） - 伊賀山大膳
- 伝七捕物帳 第135話「江戸の悪太郎」（1977年、NTV） - 鉄五郎
- 桃太郎侍（NTV）
  - 第20話「夫婦纏が紅蓮に舞った」（1977年） - 源蔵
  - 第30話「瑪瑙に命を賭けたやつ」（1977年） - 楠木
  - 第42話「涙で見送る子の門出」（1977年） - 新三
  - 第91話「鳶が狙った鷹一羽」（1978年） - 永井左馬之介
  - 第115話「つっぱりすぎた欲の皮」（1978年） - 美濃屋番頭
  - 第144話「幇間涙あり!」（1979年） - 黒田屋勘兵衛
  - 第152話「大江戸剣術王座決定戦」（1979年） - 堀江兵庫
  - 第188話「皿にかかれた人生模様」（1980年） - 清水下野守
  - 第200話「つばめの恩返し」（1980年） - 黒田主水
  - 第231話「お伊勢参りは御難旅」（1981年） - 神尾重太夫
- 破れ奉行（1977年、ANB）
  - 第2話「血風! 世直し快速船」 - 源十郎
  - 第28話「二十五年目の父子唄」 - 本間田三郎
- 人形佐七捕物帳 第32話「十手に含めた因果」（1977年、ANB） - 弥五平
- 風鈴捕物帳 第2話「目撃者は殺せ!」（1978年、ANB） - 大河原佐十郎
- 暴れん坊将軍（ANB）
  - 吉宗評判記 暴れん坊将軍
    - 第2話「素晴らしき藪医者」（1978年） - 与之吉
    - 第24話「七里飛脚は鬼より怖い」（1978年） - 菅井半兵衛
    - 第47話「拳固で治す女医者」（1979年） - 大場陣十郎
    - 第67話「大岡越前守自決す!」（1979年） - 浦野瀬左衛門
    - 第107話「あわれ、女お庭番」（1980年） - 田丸一角
    - 第152話「将軍と馬泥棒とガキ大将」（1981年） - 飯村刑部
    - 第170話「血斗! 甲州笛吹川」（1981年） - 小山田丹波
    - 第203話「雪崩に消えた恋の花」（1982年） - 安西主膳

  - 暴れん坊将軍II
    - 第17話「花嫁学校、討入り前夜!」（1983年） - 森口仙之助
    - 第50話「女だてらの荒療治!」（1984年） - 根本宗右衛門
    - 第69話「さらば、百人力の片想い!」（1984年） - 朝倉刑部
    - 第92話「誰がワルやら閻魔やら!」（1985年） - 庄田大八
    - 第133話「地獄の沙汰を待つ女!」（1985年） - 堀川小太夫
    - 第145話「倒産前夜の夫婦宣言!」（1986年） - 都築典膳
    - 第168話「小判を拾った幽霊娘!?」（1986年） - 桑田典膳
    - 第187話「夫婦喧嘩と釣り天井!」（1987年） - 望月修理

  - 暴れん坊将軍III
    - 第2話「大奥に咲いた危険な恋」（1988年） - 工藤軍十郎
    - 第30話「阿呆と呼ばれた名将軍」（1988年） - 工藤玄蕃
    - 第52話「め組に届けられた赤ん坊」（1989年） - 小田切十蔵
    - 第71話「大暴れ! 但馬のヤッサ神輿」（1989年） - 工藤玄蕃
    - 第96話「地獄で仏のおやこ唄」（1990年） - 渡海屋仁兵衛
    - 第104話「花咲ける忠臣一代!」（1990年） - 米倉又十郎
    - 第127話「柔肌いのち、悲しき裏切り!」（1990年） - 大木十蔵

  - 暴れん坊将軍IV
    - 第19話「夢を撃った六連発!」（1991年） - 井上備前守
    - 第30話「紀州の海鳴りおやこ波」（1991年） - 鷲塚隼人
    - 第68話「危うし! 吉宗、妖刀村正騒動」（1992年） - 斉藤玄斉

  - 暴れん坊将軍V
    - 第4話「尼さんやくざが突っ走る!」（1993年） - 宍戸典膳
    - 第37話「わが恋せし上様」（1994年） - 石巻弦之進

  - 暴れん坊将軍VI
    - 第1話「吉宗潜入! 謀略の城 偽将軍宣下を阻止せよ!」（1994年） - 奥村半太夫
    - 第28話「姉とおとうと」（1995年） - 西
- 江戸の渦潮 第19話「仇討ちと別れ道」（1978年、CX） - 倉田新八郎
- 新五捕物帳 第40話「情けに消えた女」（1978年、NTV） - 源助
- 破れ新九郎 第18話「血涙、地獄の子連れ狼」（1979年、ANB） - 伝五郎
- 日本巖窟王 第7話（1979年、NHK） - 鳴滝弥七郎
- 赤穂浪士（1979年、ANB） - 高田郡兵衛
- 雲霧仁左衛門 第8話「闇の中の決闘」（1979年、KTV） - 仙之助
- 江戸の牙（ANB）
  - 第2話「戦慄! 蛇目傘の女」（1979年） - 鬼塚
  - 第20話「悲愁 錦絵の女たち」（1980年） - 大崎
- 柳生一族の陰謀 第23話「宮本武蔵の首を取れ!」（1979年、KTV） - 町田
- 騎馬奉行 第14話「新春大当り千両くじ」（1980年、KTV） - 有川
- 影の軍団（KTV）
  - 服部半蔵 影の軍団 第1話「虎は嵐に爪をとぐ」・第2話「闇に潜む牝豹」（1980年） - 弥藤次
  - 影の軍団III 第6話「夜光る顔」（1982年） - 那智の形部
  - 影の軍団IV 第7話「黒髪の処刑台」（1985年） - 岡野左近
  - 影の軍団 幕末編 第1話「ヤンキー娘の大冒険」（1985年） - 甲賀の鬼道
- 鬼平犯科帳（ANB） ※萬屋錦之介版
  - 第1シリーズ 第15話「影法師」（1980年） - 長坂万次郎
  - 第3シリーズ 第3話「霧の朝」（1982年） - 倉吉
- 旅がらす事件帖 第3話「涙に濡れた姉妹鈴」（1980年、KTV） - 赤不動の仁兵衛
- 悪党狩り 第9話「鬼がつかんだ風車」（1980年、12ch） - 五郎左
- 柳生あばれ旅（ANB）
  - 第8話「ふたり十兵衛恋娘 -岡部-」（1980年） - 川戸主馬
  - 第16話「狐火と剣の舞い -岡崎-」（1981年） - 羅門玄之助
- 長七郎天下ご免!（テレビ朝日 / 東映）
  - 第32話「やさぐれ鴉が虹を見た!」（1980年）- 宗近絞十郎
  - 第47話「金襴緞子の影で泣け!」（1980年）- 三村主水
  - 第77話「三万両の焦熱地獄」（1981年）- 戸沢
- 江戸の用心棒 第2話「ある仇討ち」（1981年、CX） - 寺内大造
- 斬り捨て御免! 第2シリーズ 第5話「奈落に舞うはぐれ蝶」（1981年、12ch） - 結城左京
- 闇を斬れ 第14話「妻恋い逃亡・男でない男」（1981年、KTV） - 土方達之進
- 江戸を斬る（TBS）
  - 江戸を斬るVI 第15話「お千代を襲う恐怖の影」（1981年） - 地走りの矢十
  - 江戸を斬るVII（1987年）
    - 第12話「裏切り盗っ人仁義」 - 丹次
    - 第20話「悲願叶えた遠山桜」 - 浪人

  - 江戸を斬るVIII 第1話・第2話「遠山桜が悪を斬る」（1994年） - 鬼塚十郎太
- 文吾捕物帳 第4話「笑う死人たち」（1981年、ANB）
- 時代劇スペシャル（CX）
  - 清水の次郎長シリーズ（1981年 - 1983年） - 大岩
  - 日本犯科帳・隠密奉行 金沢篇（1981年） - 治作
  - 蛇姫様（1981年） - 佐伯彦次郎
  - 地獄の左門十手無頼帖（1982年） - 辰
  - 地獄の左門十手無頼帖 将軍暗殺（1983年） - 益之助
  - 十六文からす堂 江戸占い謎を斬る（1982年） - 赤根
  - 十六文からす堂 初夜は死の匂い（1983年） - 黒沢半助
  - 秘境黄金谷の決闘（1983年） - 仁木竜馬
  - 子連れ狼（1984年） - 柵左近
  - 艶姿 初春 照姫七変化（1991年） - 池貝十兵衛
- 12時間超ワイドドラマ（TX）
  - 竜馬がゆく（1982年） - 中村半次郎
  - 風雲 柳生武芸帳（1985年） - 一色陣太夫
  - 風雲江戸城 怒涛の将軍徳川家光（1987年） - 阿部四郎五郎
  - 宮本武蔵（1990年） - 青木秀以
- 幻之介 世直し帖 第21話「敵か味方か 悪鬼の館」（1982年、NTV） - 風間新九郎
- 源九郎旅日記 葵の暴れん坊 第18話「望郷 三田尻 はぐれ鳥」（1982年、ANB） - 谷村民邦
- 松平右近事件帳 第10話「 極楽とんぼのならず者」（1982年、NTV） - 小杉甚内
- 杉良太郎 時代劇スペシャル / 春姿ふたり鼠小僧（1982年、NTV） - 瀬谷一郎太
- 柳生十兵衛あばれ旅 第11話「うたかたの花」（1982年、ANB） - さそりの以蔵
- 右門捕物帖 第13話「さむらい教育」（1983年、NTV） - 川越藩剣術指南
- 大奥 第28話「女帝への階段」、第33話「吉宗と肝っ玉母さん」（1983年、KTV） - 助川
- 暁に斬る! 第23話「天女が仕掛けた恋の罠」（1983年、KTV）
- 眠狂四郎 無頼控 第12話「妖鬼一閃! おんな牢秘話」（1983年、TX） - 関戸
- 長七郎江戸日記（NTV）
  - 第1シリーズ
    - 第5話「風流みだれ囃子」（1983年） - 畔倉十鬼
    - 第73話「大江戸警備隊始末」（1985年） - 安藤隊長
    - 第87話「夫婦せんべい」（1986年） - 片桐

  - 第2シリーズ 第22話「捨て身の説得」（1988年） - 森川理三郎
- 流れ星佐吉 第2話「旗本退屈娘大見参!」（1984年、KTV）
- 燃えて散る〜炎の剣士 沖田総司（1984年、NTV） - 稲垣左近将監
- 暴れ九庵 第17話「夢路をたどる二人三脚」（1985年、KTV） - 辰五郎
- 若大将天下ご免!（ANB）
  - 第13話「お空が眩しいジャジャ馬娘!」（1987年） - 万造
  - 第30話「てんてん手鞠は殺しの道具!」（1987年） - 久沼軍十郎
- 傑作時代劇 / 半七捕物帳 十手無用の仮面舞踏会（1987年、ANB）
- 三匹が斬る!（ANB）
  - 三匹が斬る!
    - 第1話「十萬両! ここが名代の 浮世風呂」（1987年）
    - 第6話「鬼と呼ぶ 男に惚れて 薄化粧」（1987年）
    - 第15話「信玄の 亡霊見たか おしゃれ鳥」（1988年）

  - また又・三匹が斬る! 第16話「偽三匹、どんでん返しの離れ業」（1991年） - 水森蔵人
  - 新・三匹が斬る! 第18話「羽黒山、天狗も泣いた色と欲」（1993年） - 柴崎勘太夫
  - ニュー・三匹が斬る! 第3話「先乗り源五、素っ首賭けた不義密通」（1994年、ANB） - 権堂貞信
- 翔んでる!平賀源内 第1話（1989年、TBS） - 巳之吉
- 風雲! 真田幸村 第15話「幸村危機一髪! 謎の高野聖」（1989年、TX） - 鳩中鷹月
- 銭形平次（CX） ※北大路欣也版
  - 第1シリーズ 第1話「九尾の狐」（1991年）
  - 第4シリーズ 第1話「夜歩き観音」（1994年） - かまいたちの弥吉
- 月曜ドラマスペシャル / 忠治旅日記（1992年、TBS） - 鹿沼の仙造
- 半七捕物帳（NTV）
  - 第4話「八丁堀友情の十手」（1992年） - 秋村小十郎
  - 第19話「半七危機に立つ!」（1993年） - 石岡十蔵
- お助け同心が行く! 第10話「汚れた友情」（1993年、TX） - 山崎備中守
- 江戸の用心棒（NTV）
  - 第7話「哀れ! 結び文の謎」（1994年） - 神谷采女正
  - 第24話「あばかれた秘密」（1995年） - 倉橋長門守
- 鬼平犯科帳 第6シリーズ 第5話「墨斗の孫八」（1995年、CX） - 助川　※遺作

など

### 映画
- 黒幕（1966年、松竹） - 巡査
- 男の勝負（1966年、東映） - 奥田一家の子分
- 博徒七人（1966年、東映）
- 女は復讐する（1966年、松竹）
- 解散式（1967年、東映） - 愚連隊E
- 喜劇 トルコ風呂 王将戦（1971年、東映） - 中尾組の兄貴
- 子連れ狼 地獄へ行くぞ!大五郎（1974年、東宝） - 無我
- 白昼の死角（1979年、東映） - 三課の刑事
- 徳川一族の崩壊（1980年、東映） - 宮部鼎蔵
- 刑事物語2 りんごの詩（1983年、東宝） - 若本芳夫
- 狼男とサムライ（La Bestia y la Espada Magica）（1983年、アマチフィルム / スペイン） - 織田信長
- 開港風雲録 YOUNG JAPAN（1989年、東宝） - 民蔵

### 舞台
- イカしてる野郎たち（1965年、浅草国際劇場） - 紳士
- 黒蜥蜴（1968年、東横劇場）
- 非情のライセンス（1976年、明治座）
- 春秋忠臣蔵（1987年、梅田コマ劇場）
- 旗本がらす（1991年、御園座）
- 雪月忠臣蔵（1992年、新歌舞伎座） - 庄田安利
- 吉良の仁吉（1992年） - 法印大五郎
- 帰ってきた桃太郎侍（1993年、劇場飛天）
- 高橋英樹公演[2]
- 中条きよし公演[2]

### ビデオ
- 妖怪天国（1986年、ポニーキャニオン / 監督:手塚眞） - 源造
- 突風! ミニパト隊 アイキャッチ・ジャンクション[2]（1991年、JHV / 監督:三池崇史） - 伊達